# Santana Gomes
Santana da Silva Gomes, mais conhecido como Santana Gomes, (Pium, 20 de novembro de 1961) é um quiroprata e político brasileiro, ex-deputado estadual por Goiás e, atualmente, vereador na cidade de Goiânia, filiado ao Partido Renovador Trabalhista Brasileiro (PRTB). 

## Carreira Política
Nas Eleições de 2014, foi candidato a Deputado Estadual pelo Partido Social Liberal (PSL), tendo sido inicialmente eleito. Entretanto, após uma recontagem dos votos, Santana passou a ser primeiro suplente. Contudo, acabou por assumir o mandato quando Lucas Calil foi indicado para integrar o gabinete do governador Marconi Perillo.

### Comissão de Defesa dos Direitos do Consumidor
Durante os três anos do mandato como Deputado Estadual, Santana Gomes foi presidente da Comissão de Defesa dos Direitos do Consumidor, tendo sido autor de projetos como a Lei do Estacionamento, que desobrigava o pagamento de multa em caso de perda do ticket estacionamento. Como forma de agilizar o atendimento da CDDC, promoveu a instalação do novo posto de atendimento do PROCON estadual no prédio da Assembleia Legislativa. 

## Operação Monte Carlo
Quando era vereador de Goiânia, Santana foi envolvido nas investigações da chamada Operação Monte Carlo. Ele, juntamente com Elias Vaz (PSOL), Maurício Beraldo (PSDB) e Geovani Antônio (PSDB), admitiu ter se reunido com o bicheiro Carlinhos Cachoeira. Santana foi acusado de articular junto a Cachoeira a candidatura do então Senador Demóstenes Torres à prefeitura de Goiânia em 2012.
O vereador foi flagrado, em 13 de março de 2011, em uma conversa com o contraventor, onde propunha um café da manhã para o dia seguinte, a fim de combinar "estratégia beleza" para estruturar a candidatura de Demóstenes. Ao longo da conversa, Cachoeira orienta Santana a procurar uma liderança política identificada apenas como "Braga", que seria Jorcelino Braga, homem forte do então governador Alcides Rodrigues. As denúncias resultaram em uma suspensão de 15 dias imposta pela Câmara Municipal de Goiânia em maio de 2012.
Em Junho de 2013, Santana Gomes foi nomeado por Marconi Perillo para um cargo no governo estadual, mas foi obrigado a renunciar apenas um dia depois de tomar posse, devido a sua amizade declarada com Carlinhos Cachoeira.
  